# Paul Viorel Dinu
Paul Viorel Dinu (n. 15 septembrie 1977, Caracal, Olt, România) este un practicant de karate român, antrenor maestru, antrenor emerit, decorat de Președintele României cu Ordinul Meritul Sportiv clasa a III-a, maestru al sportului, maestru emerit al sportului, arbitru național Karate WKF, centură neagră 6 DAN Karate WKF, profesor de educație fizică și jurist. A obținut titlurile de triplu Campion Mondial (stilul Shotokan), multiplu Campion European (stilul Shotokan), multiplu Campion Național de Karate Shotokan și WKF și câștigător al Cupei României. Acesta a  obținut de-a lungul carierei mai multe medalii la campionatele europene și mondiale de la toate stilurile de karate, respectiv Shotokan, Shito-ryu, Gōjū-Ryū și Wado ryu, atât la kata cât și la kumite. De la vârsta de 7 ani, Paul Dinu locuiește în Râmnicu Vâlcea. A absolvit Facultatea de Drept, Facultatea de Educație Fizică și Sport, are un Masterat în Administrație Publică și un Masterat în Educație Fizică Sportivă și Școlară, ambele absolvite la Universitatea Lucian Blaga din Sibiu. Acesta este căsătorit cu Gabriela Dinu (fostă Dragomir), care a fost Campioană Națională de Handbal Junioare I cu echipa de handbal Oltchim Râmnicu Vâlcea în anul 1998 și au împreună o fată Erika-Maria Dinu. Este absolvent al Școlii Naționale de Antrenori București, specializările Karate și Natație și Pentatlon Modern.

## Carieră sportivă
A început studiul karate-ului în anul 1992, are categoria de antrenor maestru și antrenor emerit, iar în anul 2023 a promovat examenul de centură neagră, gradul 6 DAN Karate, stilul Shotokan. Pentru rezultatele obținute ca sportiv, a fost premiat de către toate autoritățile din județul Vâlcea (Consiliul Județean Vâlcea, Prefectura Vâlcea, Primăria Municipiului Râmnicu Vâlcea, D.J.S.T. Vâlcea, C.S. Chimia Rm. Vâlcea etc.), acesta regăsindu-se timp de 21 ani, în primii 10 sportivii ai anului în județul Vâlcea, cu prilejul organizării anuale a Galei Sportului Vâlcean, gală organizată anual de către D.J.S.T. Vâlcea. La finalul anului 2016 a fost declarat sportivul numărul 1 în județul Vâlcea de către D.J.S.T. Vâlcea La nivel național a obținut distincții de la Președintele României, Ministerul Sportului – titlurile de Maestru al Sportului și Maestru Emerit al Sportului și de la Federația Română de Karate etc.
La competițiile naționale și internaționale de Karate seniori – Campionate Mondiale (stilurile Shotokan și Goju Ryu), Campionate Europene (stilurile Shotokan, Shito Ryu, Goju Ryu și Wado Ryu), Campionate Naționale de Shotokan și WKF, Cupa României, Cupe Internaționale și Naționale, ca sportiv, din anul 1993 și până în anul 2025, a obținut 262 de medalii din care 77 de aur, 74 de argint și 111 de bronz, astfel:
Campionatul Mondial de Karate - Stiluri – 23 medalii
- 3 medalii de aur;
- 4 medalii de argint;
- 16 medalii de bronz.

Campionatul European de Karate - Stiluri – 32 medalii
- 4 medalii de aur;[6]
- 12 medalii de argint;
- 16 medalii de bronz.

Campionatul Național de Karate Stil și WKF (Interstiluri) – 139 medalii
- 38 medalii de aur;
- 40 medalii de argint;
- 61 medalii de bronz.

Cupe Internaționale – 12 medalii
- 6 medalii de aur;
- 2 medalii de argint;
- 4 medalii de bronz.

Cupa României Karate Stil și WKF (Interstiluri) – 46 medalii
- 21 medalii de aur;
- 15 medalii de argint;
- 10 medalii de bronz.

Cupe Naționale – 12 medalii
- 5 medalii de aur;
- 2 medalii de argint;
- 5 medalii de bronz.

## Cariera de antrenor
Din anul 2004, în paralel cu viața competițională, devine antrenor la secția de karate a C.S. Chimia Râmnicu Vâlcea, club departamental de stat din subordinea Ministerului Sportului. Sportivii pregătiți de antrenorul emerit Paul Dinu, au obținut de la competițiile naționale și internaționale de karate – Campionate Mondiale (stilurile Shotokan și Goju Ryu), Campionate Europene (stilurile Shotokan, Shito Ryu, Goju Ryu și Wado Ryu), Campionate Naționale, Cupa României, Cupe Internaționale și Naționale, peste 2.500 de medalii din care peste 600 medalii de aur, peste 700 medalii de argint și peste 1.300 medalii de bronz.  Pentru rezultatele obținute ca antrenor, a fost premiat de către toate autoritățile din județul Vâlcea (Consiliul Județean Vâlcea, Prefectura Vâlcea, Primăria Municipiului Râmnicu Vâlcea, D.J.S.T. Vâlcea, C.S. Chimia Rm. Vâlcea, Forumul Cultural al Râmnicului, Televiziunea Etalon etc.), acesta regăsindu-se în ultimii 18 ani, în primii 10 antrenori ai anului în județul Vâlcea, cu prilejul organizării Galei Sportului Vâlcean, gală organizată anual de către D.J.S.T. Vâlcea, cu prilejul căreia se desemnează cel mai bun sportiv și antrenor al anului din județ. A fost declarat de șapte ori cel mai bun antrenor al anului în județul Vâlcea, respectiv în anii 2011, 2015, 2019 , 2021, 2022, 2023 și 2024. La nivel național a fost premiat de către Președintele României, Ministerul Sportului, Federația Română de Karate etc. Cei mai buni sportivi ai săi, medaliați la campionatele naționale și internaționale de karate seniori și juniori, au fost: Silviu Ghiță, Andreea Raluca Bîlă, Nicolae Stanciu, Bogdan Marian Florin Gogoloși, Raluca Ștefania Frumușelu, Andi Gheorghe Știfu, Iuliana Diana Avram, Deea Andreescu (fostă Daniela Vasilica Floarea), Ștefania Alexia Păun, Ștefan Robert Ghinea etc. În anul 2017, obține cu sportivii săi de la grupa de para-karate (sportivi cu dizabilități), primele rezultate din județul Vâlcea, la un Campionat Național de Para-Karate și la o Cupă Internațională de Para – ambele competiții fiind destinate sportivilor cu dizabilități. După participarea la Campionatul Mondial de Para-Karate de la Istanbul din anul 2021, au venit și primele medalii de la un campionat mondial pentru sportivii cu nevoi speciale din Vâlcea. Elena Vlad și Radu Gabriel Stanciu care au devenit Campioni Mondiali la Kata Individual Para-Karate, iar Alexia Maria Iancu și Alin Ștefan Ionescu au devenit Vicecampioni Mondiali la Kata Individual Para-Karate .

## Funcții în sport
- 2009-2010 - Director coordonator al C.S. Chimia Râmnicu Vâlcea;
- 2010-2012 - Director Executiv al Direcției Județene pentru Sport și Tineret Vâlcea;[11]
- 2015-2018 - Vicepreședinte Karate WKF al Colegiului Național al Antrenorilor din cadrul Federației Române de Karate[12];
- 2019 - Președinte al Asociației Județene de Karate Vâlcea;
- 2022 - Vicepreședinte al Comisiei Naționale de Karate și Karate Aplicativ a Persoanelor cu Dizabilități din cadrul Federației Române de Karate;
- 2023 - Președinte al Comisiei Naționale de Karate Shotokan WSF din cadrul Federației Române de Karate;
- 2024 - Președinte al Japan Shotokan Karate Asociation - JSKA România.

## Distincții
- 2005 – Maestru al Sportului, prin Ordin de Ministru al Sportului;[3]
- 2006 – Antrenor Emerit, prin Ordin de Ministru al Sportului;
- 2009 – Maestru Emerit al Sportului, prin Ordin de Ministru al Sportului;
- 2011 – Antrenorul Nr.1 al Anului 2011 în județul Vâlcea – declarat de D.J.S.T.Vâlcea;
- 2012 – Decorat cu Ordinul Meritul Sportiv clasa a III-a de Președintele României.[13][14]
- 2015 – Antrenorul Nr.1 al Anului 2015 în județul Vâlcea – declarat de D.J.S.T.Vâlcea;
- 2016 – Sportivul Nr.1 al Anului 2016 în județul Vâlcea – declarat de D.J.S.T.Vâlcea;
- 2017 – Obține Centura Neagră, gradul 5 DAN Karate Shotokan și W.K.F.[4];
- 2019 – Antrenorul Nr.1 al Anului 2019 în județul Vâlcea – declarat de D.J.S.T.Vâlcea;
- 2021 – Antrenorul Nr.1 al Anului 2021 în județul Vâlcea – declarat de D.J.S.T.Vâlcea;
- 2022 – Antrenorul Nr.1 al Anului 2022 în județul Vâlcea – declarat de D.J.S.T.Vâlcea;
- 2023 – Obține Centura Neagră, gradul 6 DAN Karate Shotokan;
- 2023 – Antrenorul Nr.1 al Anului 2023 în județul Vâlcea – declarat de D.J.S.Vâlcea;
- 2024 – Obține Centura Neagră, gradul 6 DAN Karate WKF;
- 2024 – Antrenorul Nr.1 al Anului 2024 în județul Vâlcea – declarat de D.J.S.Vâlcea.

## Legături externe
- Paul Dinu, pagina de Facebook